# Morris Swadesh
Morris Swadesh [móris svôdeš], ameriški jezikoslovec in antropolog, * 22. januar 1909, Holyoke, Massachusetts, ZDA, † 20. julij 1967, Mexico City, Mehika.
Swadesh je študiral nemščino in francoščino na Univerzi v Chicagu pri Edwardu Sapirju. Doktoriral je leta 1933 z disertacijo o pomenoslovju Nootke (Nootka – jezik enega od plemen kanadskih staroselcev).
Med drugo svetovno vojno je urejal slovarje, analiziral tuje jezike in razvil osnove za poučevanje kitajščine, španščine, ruščine in burmanščine.
Najbolj znan je po izdelavi spornega Swadeshevega seznama, seznama najpomembnejših običajnih besed, ki je pomemben za večino jezikov. Uporablja se pri ugotavljanju istih značilnosti dveh jezikov. S tem se ukvarjata jezikoslovna statistika in glotokronologija.
Swadesh je bil poročen z jezikoslovko Mary Rosamund Haas.